# Fountain of Dreams
Fountain of Dreams é um jogo eletrônico de RPG de 1990 desenvolvido e publicado pela Electronic Arts para MS-DOS como um sucessor de Wasteland de 1988.

## Jogabilidade

O local de início do jogo.

A jogabilidade é muito semelhante à de Wasteland, já que Fountain of Dreams foi originalmente criado para ser uma sequência deste jogo. É considerado "muito implacável" perto do início, tornando difícil começar o jogo sem morrer.

## Enredo
O jogo se passa na Flórida pós-guerra nuclear, fisicamente separada do território continental dos Estados Unidos por bombardeios intensivos durante a Terceira Guerra Mundial, que provocou um enorme terremoto. A própria Flórida Central foi fortemente atingida por nêutrons e armas químicas, a fim de destruir a vida lá e preservar a tecnologia. 50 anos depois de "A Mudança", a vida na ilha da Flórida é constantemente ameaçada por mutações devido à radiação ionizante residual. Somando-se à ameaça estão os loucos palhaços assassinos, bem como três facções do crime organizado: a família DeSoto, as ordens Obeah e a máfia da Bahia. O jogador controla um pequeno grupo de aventureiros que partem para encontrar as águas purificadoras da lendária "Fonte dos Sonhos" para impedir a propagação da mutação.

## Desenvolvimento
O jogo foi originalmente planejado como uma continuação de Wasteland, mas nem a Interplay nem qualquer um da equipe criativa que criou Wasteland trabalhou nele. Na verdade, o motor de jogo é semelhante, mas foi criado do zero e, em 2003, a Electronic Arts abandonou todas as alegações de que o jogo tinha qualquer conexão com Wasteland. Fountain of Dreams foi parte do início de uma tendência na EA de produzir sequências internas de seus títulos anteriores.

## Recepção
Fountain of Dreams decepcionou os fãs de Wasteland, pois era um jogo muito mais curto e menor. Eles e a imprensa preferiram ignorar sua existência e esperar uma sequência "real" de Wasteland. A Computer Gaming World em 1991 descreveu-o como inferior ao antecessor, afirmando que ele "incorporava todas as piores características daquele jogo, e não muito das boas." A revista notou que o jogo não tinha proteção contra cópia, "mas então, um produto como este provavelmente não precisa de nenhuma". Em 1993, a revista chamou o jogo de "um horrível perdedor pós-nuclear" com uma "trama fútil, combate ridículo e final terrível". Em 1996, Computer Gaming World classificou-o como o 41º pior jogo de todos os tempos, afirmando que "Wasteland ficou estúpido com palhaços assassinos, uma trama boba e o medo da Disney arruinaram a sequência."